# 汉江路街道
汉江路街道，是中华人民共和国湖北省十堰市张湾区下辖的一个乡镇级行政单位。

## 行政区划
汉江路街道下辖以下地区：
六堰社区、七里社区、夏家店社区（胡家村）、罗家岗社区、东风社区、银河社区、水堤沟村、龙潭湾村、八亩地村、李家院村、熊家湾村、马家沟村、七里垭村、桐树沟村、柳家河村、凤凰沟村、茅坪村、梁家沟村、刘家村和双楼门村。